# 埃利赞
埃利赞是阿尔及利亚埃利赞省的省会。